# Abel Gómez Moreno
Abel Gómez Moreno (Sevilla, 20 de febrero de 1982) es un exfutbolista y entrenador de fútbol español que actualmente dirige al Antequera C. F. del Grupo 2 de la Primera Federación.

## Trayectoria

### Como jugador

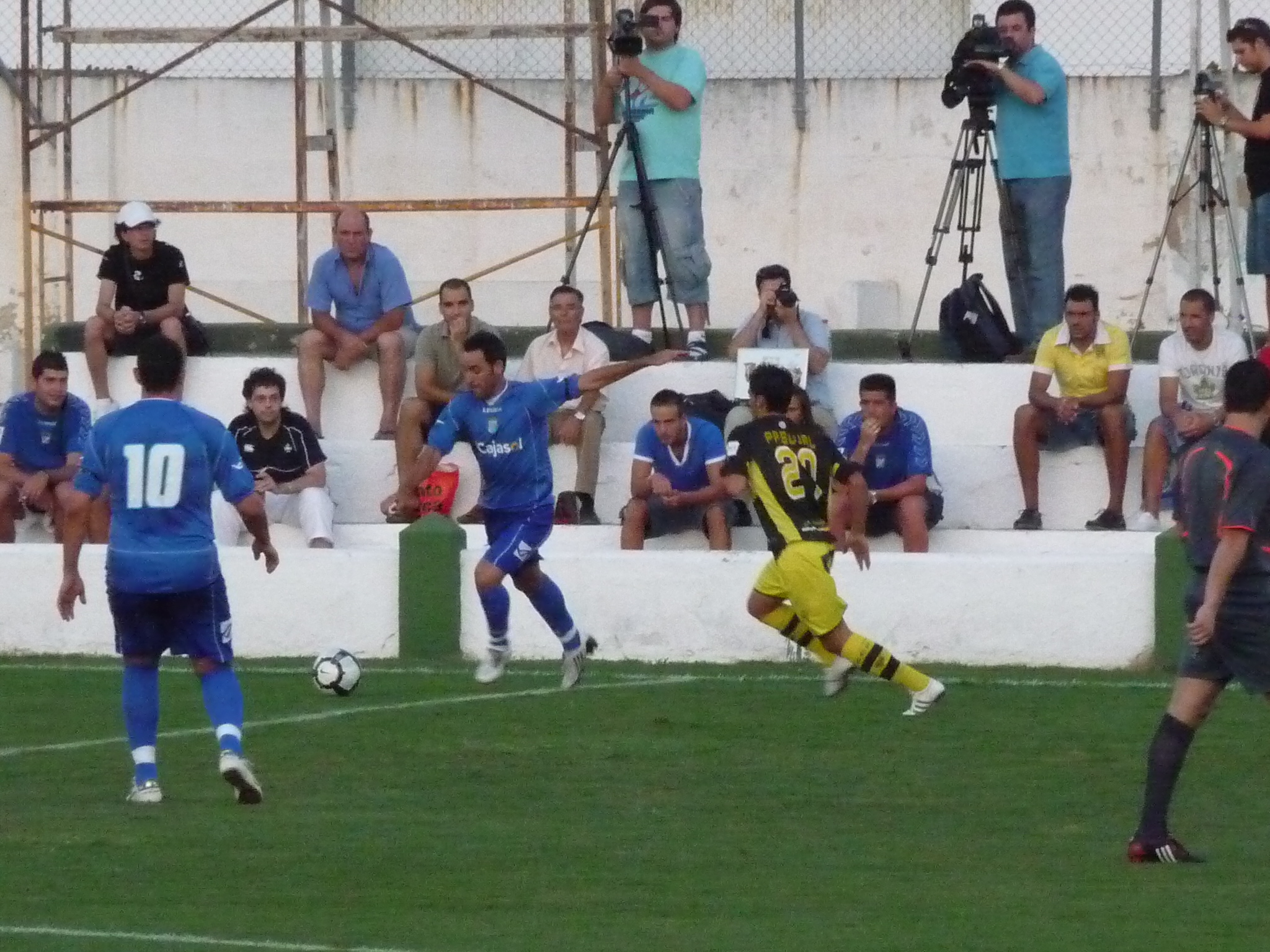
Abel jugando en el Xerez

Pese a nacer en Sevilla, ha pasado la mayor parte de su vida en Granada; de niño empezó jugando en el Atlético Monachil del municipio granadino de Monachil, y después en el Granada 74, ambos en división regional.
El Sevilla FC se fijó en su progreso y lo fichó para su equipo filiar, el Sevilla Atlético, en la campaña 2000-2001. Ese mismo año consiguió ascender a 2.ª B. En su última temporada bajo la disciplina sevillista jugó un total de 43 partidos y marcó 11 goles.
En 2004, ingresó en la "fábrica" del Málaga CF, cuyo filial estaba en Segunda División y cuyo proyecto deportivo se apoyaba en la cantera. Su contrato era de dos años, con opción a un tercero para jugar en el primer equipo. Su primer partido con la camiseta blanquiazul fue contra el Xerez. 
En la primera temporada, disputó 2.341 minutos en 34 partidos, y en la segunda 1.824 en 19 partidos, anotando cuatro goles. El club malagueño estaba pasando por una mala situación; el primer equipo descendió a la categoría de plata y el segundo equipo, aparte de tener que volver al pozo por obligación, tampoco estaba pasando por un buen momento. Todo ello precipitó la salida del jugador en verano de 2006.
A sus 24 años, ficha por el Real Murcia por tres años. En la temporada 2006-2007, Abel es titular indiscutible en el equipo pimentonero, siendo pieza clave en el ascenso a Primera División.
Debutó en Primera División con la camiseta grana el 25-8-07 en el partido Real Murcia 2-1 Zaragoza. En esta temporada, alternó el banquillo con la titularidad, descendiendo a Segunda División.
Tras esta temporada, Abel fichó por el Steaua de Bucarest donde fichó con la intención de jugar en la Champions League, pero el club no lo inscribió para esta competición. En Rumanía apenas jugó partidos y debido al alejamiento que tenía con su novia malagueña el club rumano decidió darle la carta de libertad. En el mercado invernal fichó por el Xerez Club Deportivo, con el que logró el ascenso a Primera División.
El 12 de julio de 2010, se anunció su fichaje por el Granada Club de Fútbol club que militaba en la Segunda División de España, logrando el ascenso a Primera División esa misma temporada.
El 19 de julio de 2012, ficha por el Córdoba Club de Fútbol por 3 temporadas. Club que militaba en la Segunda División de España (Temp. 2012-2013) y con el cual logra el ascenso a Primera siendo el capitán del equipo.
Para la temporada 2015-16, se convierte en uno de los fichajes de renombre del Cádiz Club de Fútbol, equipo con el que asciende a la Segunda División de España tras quedar como cuarto clasificado y ganar en las tres eliminatorias del PlayOff de ascenso.
En enero de 2017, el mediocentro Abel Gómez abandona el Cádiz después de sumar 4 encuentros de Liga y 1 de Copa y firma contrato con el Lorca FC, un ambicioso proyecto para subir a la Liga 1, 2, 3. Finalmente, tras superar en playoffs al Albacete Balompié, el Lorca logró el ascenso a la Liga 1, 2, 3. Abel Gómez sumó así un nuevo ascenso en su carrera, el séptimo desde que es futbolista profesional.
En verano de 2018, firma como jugador del Atlético Sanluqueño, recién ascendido a la Segunda División B de España, con el que disputaría sus últimos 21 encuentros como jugador, en los que anotó dos goles.
Abel Gómez, que acumularía a lo largo de su carrera seis ascensos, en enero de 2019 cuelga las botas tras casi veinte años de carrera repartidos entre Primera, Segunda y Segunda B, más de 560 partidos como profesional y 53 goles logrados.

### Como entrenador
En enero de 2019, tras ser jugador del Atlético Sanluqueño de la Segunda División B de España, cuelga las botas para convertirse en entrenador del mismo equipo hasta junio de 2021, tras la destitución de Falete. De esta manera, Abel coge las riendas del banquillo en las que sería su primera experiencia como entrenador con el objetivo de sacar al equipo de los puestos de descenso a Tercera División. Entre las temporadas 2018-19 y 2019-20 dirigió durante al club gaditano durante 45 encuentros.
El 9 de marzo de 2021, firma como entrenador del Club de Fútbol Rayo Majadahonda de la Segunda División B de España, tras la renuncia de Antonio Iriondo.
El 22 de junio de 2022, firma por el Real Club Recreativo de Huelva de la Segunda División RFEF. Esa misma temporada logra el ascenso a Primera Federación. Tras más de dos temporadas con el conjunto onubense, el 21 de diciembre de 2024, es cesado como técnico después de acabar el año como antepenúltimo en Primera Federación.

## Clubes

### Como jugador
| Club                | País   | Año       |
| ------------------- | ------ | --------- |
| Atlético Monachil   | España | 1988-98   |
| Granada 74          | España | 1998-99   |
| Sevilla Atlético    | España | 1999-04   |
| Málaga B            | España | 2004-06   |
| Real Murcia         | España | 2006-08   |
| FC Steaua Bucarest  | España | 2008-09   |
| Xerez CD            | España | 2008-10   |
| Granada CF          | España | 2010-12   |
| Córdoba CF          | España | 2012-15   |
| Cádiz CF            | España | 2015-17   |
| Lorca FC            | España | 2016-2018 |
| UCAM Murcia         | España | 2018      |
| Atlético Sanluqueño | España | 2018-2019 |

### Como entrenador
| Club                 | País   | Año       |
| -------------------- | ------ | --------- |
| Atlético Sanluqueño  | España | 2019-2020 |
| Rayo Majadahonda     | España | 2021-2022 |
| Recreativo de Huelva | España | 2022-2024 |
| Antequera CF         | España | 2025-     |

## Palmarés
Como jugador ha conseguido cuatro ascensos a Primera División a lo largo de su carrera con cuatro clubes distintos: Real Murcia (2006-2007), Xerez CD (2008-2009) , Granada CF (2010-2011) y Córdoba CF (2013-2014). También ha conseguido dos ascensos a la Segunda División de España con el  Cádiz Club de Fútbol (2015-2016) y con el Lorca FC (2016-2017).